# HD 141569
HD 141569는 천칭자리 방향으로 지구로부터 약 320 광년 떨어져 있는 B형 주계열성이다. 이 천체는 사실 하나가 아니라 여러 별로 이루어진 다중성계로 어머니 별을 적색왜성 두 개가 약 9초각 떨어져 공전하고 있다.(적색왜성은 서로를 공전하고 있다.) 1999년 항성 주위에서 원시 행성계 원반이 발견되었다. 이 원반에는 틈이 있는데 여기에 행성이 존재한다는 간접적 증거가 될 수 있다.

## 행성계
| 동반 천체 (항성에서 가까운 순서) | 질량   | 궤도 평균 거리 (AU) | 공전 주기 (일) | 궤도이심률 | 궤도경사각 | 반지름 |
| -------------------------------- | ------ | ------------------- | -------------- | ---------- | ---------- | ------ |
| 안쪽 원반                        | 86 AU  | 86 AU               | 86 AU          | 86 AU      | —          | —      |
| b (미확인)                       | —      | 225                 | —              | —          | —          | —      |
| 바깥쪽 원반                      | 250 AU | 250 AU              | 250 AU         | 250 AU     | —          | —      |

### 원시행성계 원반
1999년 1월 NASA는 HD 141569 주위에 원시행성계 원반이 있다고 발표했다. 허블 우주 망원경 관측결과 원반은 안쪽과 바깥쪽 두 부분으로 나눠져 있는 것처럼 보였다. 이는 외관상 토성의 고리에 있는 가장 큰 틈(카시니 틈으로 알려져 있음)과 비슷하게 보인다.
원반의 지름은 약 1,200억 킬로미터로 해왕성 궤도의 13배에 이른다. 원반 안쪽 경계는 태양으로부터 약 336억 킬로미터 거리이다. 원반 내 틈은 안쪽과 바깥쪽 경계 중간 정도에 있다. HD 141569는 성장이 거의 완료된 항성이지만 상대적으로 젊어 전체 수명의 1 퍼센트 정도만을 지냈다. 이 별의 질량은 태양의 세 배 정도에 밝기는 22배에 이른다.

### 행성 존재 가능성
원반에 있는 틈은 항성 주변에서 원시행성이 만들어지고 있는 증거가 될 수 있다. 그러나 행성이 원반 틈에 있지 않고 원반 안을 돌면서 주변의 먼지와 암석을 빨아먹는 중일 수도 있다.

## 같이 보기
- 베가